# Daniel Pandini
Daniel Pandini, né le 8 mars 1938 à Paris et décédé le 6 mars 2013 à Montreuil, est un artiste-peintre français. 
Son œuvre et ses influences sont diverses, mais la recherche, tant sur le plan des matériaux, des supports, des formes, est l'une des constantes de son travail. Inspiré par le travail de Matisse, proche des problématiques d'Arden Quin, Pandini a développé pendant quarante ans une voie personnelle, alliant formalisme et sensibilité. Grand connaisseur des œuvres du passé, mais également expert de la plupart des courants contemporains, l'architecture, la poésie et la musique ont nourri son travail.

## Biographie
Né le 8 mars 1938 à Paris, il passe quelques années dans la région de Venise. De retour à Paris, c'est le service militaire (à Metz), puis l'Algérie qui marqueront une seconde coupure. En 1961, habitant Montreuil-sous-bois, il se marie avec Jeanne, et commence sa carrière, d'abord dans un atelier situé dans la cité Jean Moulin à Montreuil, qu'il quittera pour un second lieu de travail, rue de Sévigné à Paris, avant de revenir s'établir définitivement à Montreuil.

## Expositions

### Personnelles
- 2017 : Galerie Art'loft, Bruxelles

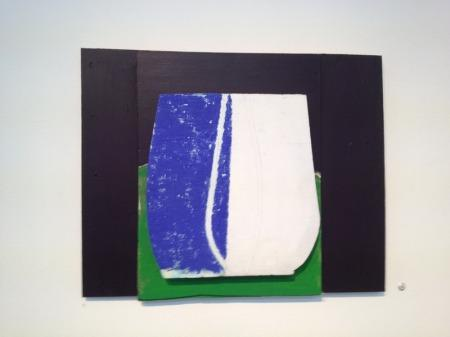
relief sur planchettes de contreplaqué

- 2014 : Présences, Galerie Cour Carrée, Paris
- 2011 : Galerie Cour Carrée, Paris
- 2010 : Faux Mouvements, Centre d'Art Contemporain de Metz[3]
- 2009 : Galerie Cour Carrée, Paris
- 2007 : Galerie Cour Carrée, Paris
- 2006 : Galerie Cour Carrée, Paris
- 2004 : Galerie Cour Carrée, Paris
- 2002 : Galerie Pixi-Marie Victoire Poliakoff, Paris
- 1995 : Musée de l'Histoire vivante Montreuil
- 1992 : Galerie Bodenschatz, Bâle, Suisse
- 1991 : Galerie De La Salle, Saint Paul de Vence[4],[5]
- 1987 : Galerie Charley Chevalier, Paris
- 1985 : Galerie Françoise Palluel, Paris
- 1983[6] : Galerie Françoise Palluel, Paris
- 1982[7], : Galerie Françoise Palluel, Paris
- 1981 : Galerie Françoise Palluel, Paris
- 1979 : Centre Culturel du Marais, Paris
- 1978 : Galerie Fontaine d'Argent, Aix-en-Provence[8]
- 1976 : Galerie Charley Chevalier, Paris
- 1974 : Galerie Charley Chevalier, Paris
- 1971 : Maison de la Culture de Saint Étienne (42000, France).

### Collectives
- 2018 : Le blanc pour signifier l'absence,  Galerie Art'loft, Bruxelles
- 2015 : Bruxelles, stand de la galerie Cour Carrée
- 2013 : Art Paris Art Fair , stand de la Galerie Frédéric Moisan.
- 2013 : Galerie Frédéric Moisan, Paris
- 2012[9] : Galerie Frédéric Moisan, Paris
- 2012 : Galerie Cour Carrée, Paris
- 2010 : Galerie Pixi, Marie-Victoire Poliakoff, Paris
- 2009 : Galerie Cour Carrée, Paris
- 1996 : Galerie Weiller, Paris
- 1993 : Galerie Lucette Herzog, Paris
- 1993 : Gyrr, Copenhague
- 1990 : Galerie Métaphores, Paris
- 1989-1990 : Art-jonction, Nice, Galerie Charley Chevalier
- 1987 : Foire de Bologne, Galerie Charley Chevalier
- 1984 : École des Beaux-Arts, Trèves
- 1983 : Foire de Cologne, Galerie Françoise Palluel
- 1983 : Église St Pierre St Paul, Montreuil
- 1982 : De l'assemblage à l'espace, Gennevilliers
- 1980 : Chez soi quant à soi, Cnac, Paris
- 1978 : Fiac, Paris
- 1976 : Galerie Charley Chevalier, Paris[10]
- 1976 : Bannières, passages Jouffroy, Verdeau, Panorama, Paris[11]
- 1976 : Centre Culturel du Marais, Paris[12]
- 1971 : Palais des Congrès, Versailles[13]

### Collections publiques
- Musée d’Art Moderne de la ville de Paris
- Frac Nord-Pas de Calais
- Frac Picardie
- Ville de Paris
- Ville de Montreuil
- Bibliothèque Nationale de Paris
- Fonds départemental d’Art Contemporain de Seine saint Denis

### Publications
- Aux Éditions L'Harmattan, texte de Manuel Jover, photos de Patrice Bouvier.
- Éditions La Tortue
- Éditions Bernard Gabriel Lafabrie
- Éditions Paul Bourquin
- Article de France Deville sur Madi

### Vidéos
- Film de Patrice Bouvier